# 法氏丹納非鯽
法氏丹納非鯽（学名：Danakilia franchettii）為輻鰭魚綱鱸形目隆頭魚亞目慈鯛科的其中一種，被IUCN列為瀕危保育類動物，分布於非洲厄利垂亞Giulietti湖流域，體長可達7.4公分，棲息在中底層水域，生活習性不明。